# Lamine Tamba
Lamine Tamba (sinh ngày 20 tháng 12 năm 1985) là một cầu thủ bóng đá người Sénégal thi đấu ở vị trí hậu vệ cho Real Kashmir F.C. ở I-League 2nd Division.
Tamba thi đấu cho Churchill Brothers ở 2013 AFC Cup.